# Ana Amélia Lemos
Ana Amélia Lemos (Lagoa Vermelha, 23 marzo 1945) è una politica, opinionista e giornalista brasiliana.

## Biografia

### Origini e formazione
Nata il 23 marzo 1945 con madre di origini italiane, ha studiato alla Pontificia università cattolica del Rio Grande do Sul, laureandosi in scienze della comunicazione. Inizialmente ha lavorato come giornalista a Rádio Guaíba, poi al Jornal do Comércio e infine al Correio da Manhã.
È poi entrata nel 1977 nel gruppo RBS, conglomerato mediatico giornalistico brasiliano. Si è successivamente trasferita a Brasilia, dove ha lavorato per Zeno Hora, RBS TV e Rádio Gaúcha.

### Carriera politica

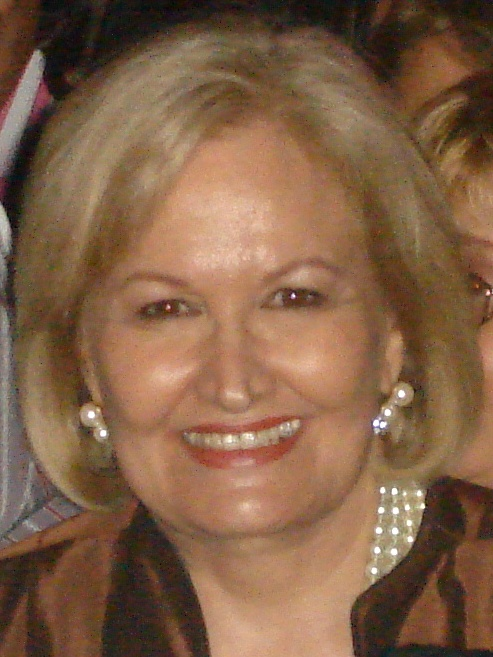
Ana Amélia Lemos alla cerimonia di pre-candidatura nel 2010.

Il 15 marzo 2010, Ana Amélia ha lasciato il gruppo RBS per candidarsi al Senato. Ha ricevuto il sostegno della coalizione Confirma Rio Grande, guidata da Yeda Crusius, candidata alla rielezione.
Nei vari sondaggi del 2009 si stimava che fosse tra il primo e il terzo posto. Il 3 ottobre 2010, Ana Amélia viene eletta insieme all'avversario Paim.
Ana Amélia è entrata in carica il 1º febbraio 2011, durante l'apertura della cinquantaquattresima legislatura del Senato. Il suo mandato è poi terminato il 1º febbraio 2019. Come senatrice, fu una delle più attive oppositrici del governo della presidente Dilma Rousseff.
Nel 2018, Ana Amélia ha annunciato la sua candidatura per la rielezione al Senato federale. Tuttavia il suo nome era stato ipotizzato come una possibile candidatura di vicepresidente, con a capo Geraldo Alckmin, per le elezioni del 2018. Il 3 agosto, annunciò di aver accettato la candidatura di vicepresidente.
Geraldo Alckmin e Ana Lemos sono arrivati al quarto posto, con più di 5 milioni di voti, ovvero circa il 4,7% dei voti validi. Al secondo turno delle elezioni, la Lemos ha dichiarato sostegno al candidato Jair Bolsonaro.

## Vita privata
Era sposata col politico e avvocato brasiliano Octávio Omar Cardoso, morto nel 2011. La coppia non ebbe figli.